# Charles Martin Wamika
Charles Martin Wamika (ur. 12 sierpnia 1953 w Budaka) – ugandyjski duchowny rzymskokatolicki, od 2010 biskup Jinja.